# Дудергофское озеро
Дудерго́фское о́зеро («Верхнее», «Вилози», «Дудеровское», «Межгорное») — озеро на южной окраине Красного Села в Красносельском районе Санкт-Петербурга. Располагается вблизи посёлков Дудергоф и Виллози.
Название происходит от Дудергофских высот.
Длина озера — 1,3 км, ширина — 0,7 км, глубина — до 4 м. Уровень уреза воды находится на высоте 79,9 м над уровнем моря. Озёрная котловина представляет собой естественную впадину среди моренных холмов центральной части Ижорской возвышенности. Питание дождевое и родниковое.
Из озера вытекает река Дудергофка.
Используется для водоснабжения. Около озера обустроена зона отдыха с контрастным заселённым рельефом, на юго-восточном берегу сохранились реликтовые заросли лещины.
Озеро возникло при создании крестьянской мукомольной мельницы, причём мельница обозначена ещё на шведских картах XVII века, а значит, уже тогда существовало сооружение (плотина), поддерживающее уровень воды. На карте Водской пятины 1500 года форма озера примерно та же, что и на шведских и современных планах, а значит, плотина, служившая позднее также дорогой из Дудергофа в Красное Село, предположительно существовала ещё до того, как земли стали шведскими. Согласно путеводителю 1883 года «По Балтийской дороге» А. П. Верландера, высота плотины была чуть более двух сажен (4,6 м). Плотина-дорога сохранилась после упразднения мельницы, она была первым гидротехническим сооружением на Дудергофке.
В середине XIX века озеро было одну версту в длину и полверсты в ширину, в нём водились окуни, плотва, щуки, язи. Со стороны Авангардного лагеря были обустроены купальни с длинными мостками через мелководье.  Арочный мост через ручей по левому берегу Дудергофского озера — выявленный памятник архитектуры.
Водосливное отверстие для мельницы было засыпано в начале XX века. Водосливные отверстия плотины были отремонтированы после Великой Отечественной войны, заменены на бетонные с заполнением из гранитных блоков, обломков гранита и лещадных плит. На 1997 год на земляной насыпи частично сохранились фундаменты мельницы и мощёная булыжником дорога. Продолжение шедшей по плотине дороги к 1997 году было отведено под частную застройку.